# Aubette (Aube)
Die Aubette ist ein Fluss in Frankreich, der in den Regionen Bourgogne-Franche-Comté und Grand Est verläuft. Sie entspringt im Gemeindegebiet von Chambain, fließt in nördlicher Richtung durch das bewaldete Hochland des Plateaus von Langres und mündet nach rund 20 Kilometern im Gemeindegebiet von Dancevoir als linker Nebenfluss in die Aube. Die Aubette hat keinen größeren Zufluss. Auf ihrem Weg durchquert die Aubette größtenteils das Département Côte-d’Or und mündet schließlich im Département Haute-Marne. Parallel zu dem Flüsschen verläuft die Départementstraße D 22.

## Orte am Fluss
(Reihenfolge in Fließrichtung)
- Buxerolles
- Gurgy-le-Château
- Gurgy-la-Ville
- Les Goulles
- Lignerolles